# Hypsicera chena
Hypsicera chena là một loài tò vò trong họ Ichneumonidae.